# Château de Séneujols
Le château est un édifice situé à Séneujols, en France.

## Localisation
Le château est situé sur le territoire de la commune de Séneujols, dans le département  de la Haute-Loire, en région Auvergne-Rhône-Alpes.

## Description
Le château est représentatif de l'architecture seigneuriale du Velay. Le donjon (XIVe et XVe siècles) et son enceinte ont été renforcés durant les guerres de Religion, puis transformés aux XVIIe et XIXe siècles pour en faire un lieu à la fois résidentiel et agricole. À l'intérieur subsistent les menuiseries du XVIIe siècle ainsi qu'un décor peint en trompe-l'œil.

## Historique
Le château est inscrit au titre des monuments historiques par arrêté du 19 mai 2003.

## Protection
Éléments protégés : le château en totalité, comprenant le donjon, l'enceinte fortifiée, le logis, la chapelle, les communs, ainsi que tous les décors intérieurs (décors peints, boiseries, escalier, cheminées).